# Rosa gallica
Espèce
Classification phylogénétique
Rosa gallica, le rosier de France ou rosier de Provins, est une espèce de plantes à fleurs de la famille des Rosaceae. C'est un rosier originaire d'Europe centrale et méridionale et d'Asie mineure de la Turquie au  Caucase.

## Description
C'est un arbrisseau à feuilles caduques pouvant atteindre jusqu'à deux mètres de haut, les tiges sont munies d'aiguillons et de poils glandulaires.
Les feuilles, fermes, coriaces, imparipennées, comptent de trois à sept folioles vert-bleu.
Les fleurs sont réunies en groupes de 1 à 4. Ce sont des fleurs simples, dont la corolle compte cinq pétales de couleur rose à cramoisi, odorantes. Leur pédicelles sont dressés.
Les fruits de forme globuleuse à ovoïde, ont de 10 à 13 mm de diamètre et sont à maturité de couleur orange à brun.

### Distinction des espèces proches
L'Encyclopédie des Roses rapporte la clé d'Alfred Rehder :
- Épines très différentes, folioles généralement doublement dentés-glanduleux
  - folioles fermes, coriaces, pédicelles dressés → Rosa gallica
  - folioles souples, parfois simplement dentés, pédicelles penchés (fleurs retombantes) → Rosa centifolia
- Épines uniformes, folioles simplement dentés, non glanduleux
  - réceptacle glanduleux-hispide : folioles ovales-oblongs, face inférieure souvent pubescente → Rosa damascena
  - réceptacle normalement glabre, folioles largement ovales à elliptiques, face inférieure pubescente → Rosa alba

## Culture
L’espèce est facile à cultiver sur des sols biens drainés en exposition ensoleillée ou à mi-ombre ; elle peut résister jusqu’à des froids de 25 °C au-dessous de zéro. Elle est l’une des espèces de rosiers les plus anciennement cultivées. Connue des anciens Grecs et Romains, elle était commune dans les jardins du Moyen Âge. Au XIXe siècle, c’était l’une des plus importantes espèces de rosiers cultivés et la plupart des cultivars modernes de roses européennes ont au moins une petite contribution provenant de Rosa gallica dans leurs gènes.

### Cultivars
Les cultivars de l’espèce Rosa gallica et les hybrides proches en apparence constituent un groupe de cultivars, le groupe des rosiers Gallica. Les ancêtres sont en général inconnus et l’influence des autres espèces ne peut pas être écartée.
On estime qu'il a existé plus de deux mille cultivars de Rosa gallica, mais seuls deux cents  sont encore conservés à ce jour.
Le groupe des rosiers Gallica partage les caractères végétatifs de l’espèce, formant des buissons bas couvrants. Les fleurs peuvent être simples mais sont plus couramment doubles ou semi-doubles. La couleur des fleurs va du blanc (rare) au rose et au pourpre foncé. Tous les rosiers du groupe Gallica ont une floraison unique (non remontants). Ils sont faciles à cultiver.
Les plus connus sont le cultivar semi-double 'Officinalis', la rose de Provins et un cultivar incertain, la « Rose rouge de Lancastre » qui est l’emblème floral du Lancashire.
En 1807, Joséphine de Beauharnais cultive 167 roses galliques, beaucoup ont disparu, certaines sont présentes dans les roseraies conservatoires, très peu sont encore cultivées et commercialisées :
- 'Adèle Courtois' aux fleurs carmin, très parfumées ;
- 'Cardinal de Richelieu' aux fleurs doubles pourpre violacé ;
- 'Belle de Crécy' rose virant au pourpre en fanant ;
- 'Charles de Mills' aux grandes fleurs (9 cm) plates très doubles, carmin ;
- 'Duc d'Angoulême' aux fleurs globuleuses roses ;
- 'Gloire de France' aux fleurs très doubles de couleur rose, existant avant 1819 ;
- 'Tricolore de Flandre' aux fleurs panachées rose pâle pourpre et blanc ;
- 'Tuscany Superb', un sport de 'Tuscany' à fleurs plus grosses et plus doubles mais la même couleur violette, celle décrite en 1596 sous le nom de 'Velvet Rose'.

Certains que l'on croyait perdus sont redécouverts dans d'anciens jardins, c'est le cas de 'Sissinghurst Castle' de couleur foncée, presque marron.
Des hybrides de Rosa gallica forment les groupes des Rosa ×waitziana, Rosa ×waitziana nothovar. macrantha et des Rosa ×francofurtana.
En 2004, un cultivar du groupe Gallica nommé 'Cardinal de Richelieu' a été modifié par interférence par ARN pour produire la première rose bleue.

## Mutations et hybrides

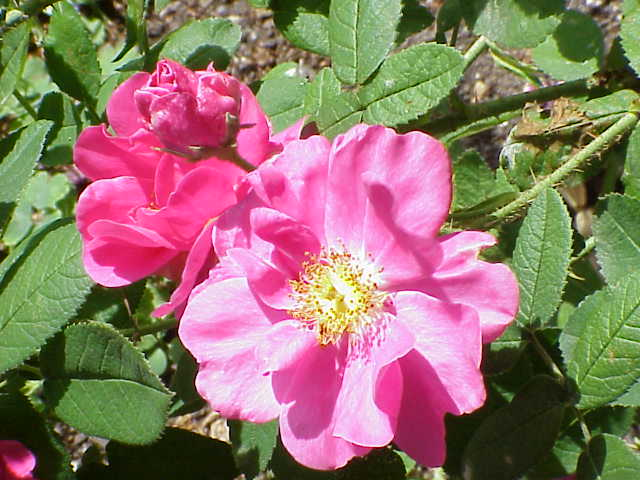
'Officinalis'.

- Rosa gallica 'conditorum' ou 'rose de Hongrie', aux fleurs écarlates, semi-doubles,très parfumées, qui y a été cultivée pour la production d'eau de rose et de confiseries.
- Rosa gallica 'officinalis' ou 'rose de Provins', ou 'rose des apothicaires', aux fleurs semi-doubles carmin
- Rosa gallica 'Pumilla' ou 'Rose d'Amour, nain, spontané en Espagne et en Italie.
- Rosa gallica 'Versicolor' ou 'Rosa mundi' un sport d'officinalis aux fleurs rose pâle éclaboussées de carmin.
- Rosa gallica 'Violacea' ou 'La Belle Sultane', mentionnée avant 1795, aux fleurs d'un rouge sombre violacé et velouté.

## Cultivars ayant été distingués par un Award of Garden Merit
Les cultivars suivants ont été distingués par un Award of Garden Merit de la Royal Horticultural Society :
- 'Beau Narcisse' (Mielles <1824)[6]
- 'Belle de Crécy' (Roeser 1836)[7]
- 'Cardinal de Richelieu' (Parmentier <1847)[8]-
- 'Charles de Mills' (<1790)[9]
- 'Complicata'[10]
- 'Duc de Guiche' (<1810)[11]
- 'Duchesse de Montebello' (Laffay 1824)[12]
- 'Impératrice Joséphine' (Descemet avant 1815)
- 'Président de Sèze' (Herbert 1828)[13]
- 'Officinalis'[14]
- 'Versicolor' ('Rosa mundi')[15]
- 'Tuscany Superb'[16]

### Protection
Cette espèce est protégée en France, à l'annexe 2.

## Photographies

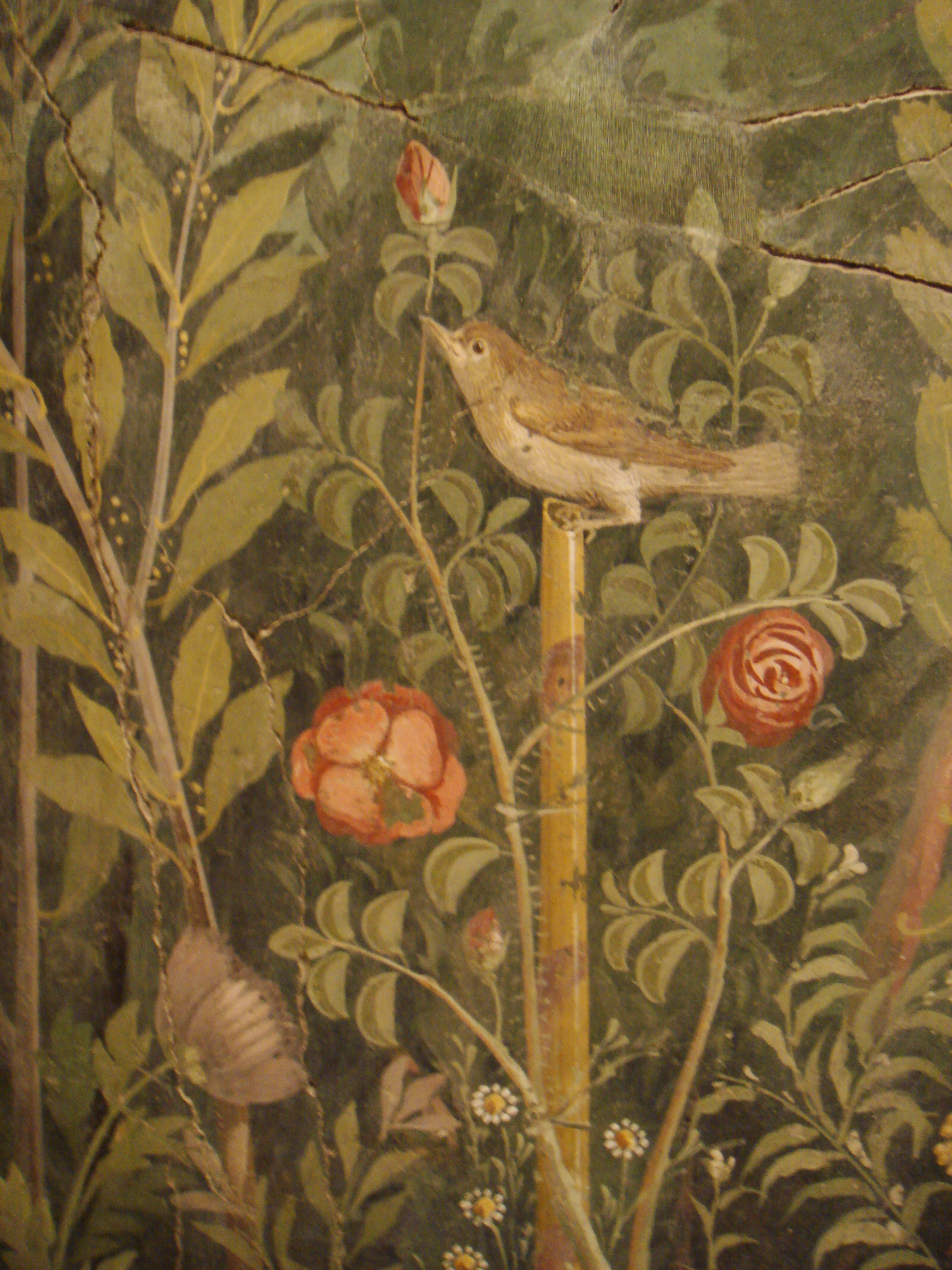
Sur une fresque de pompéi.
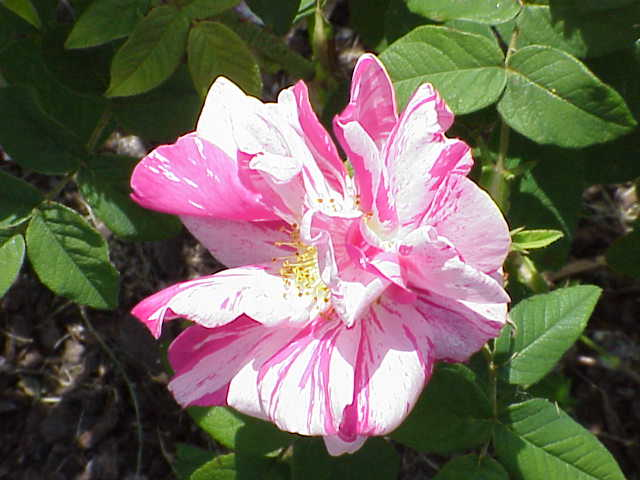
'Versicolor'.
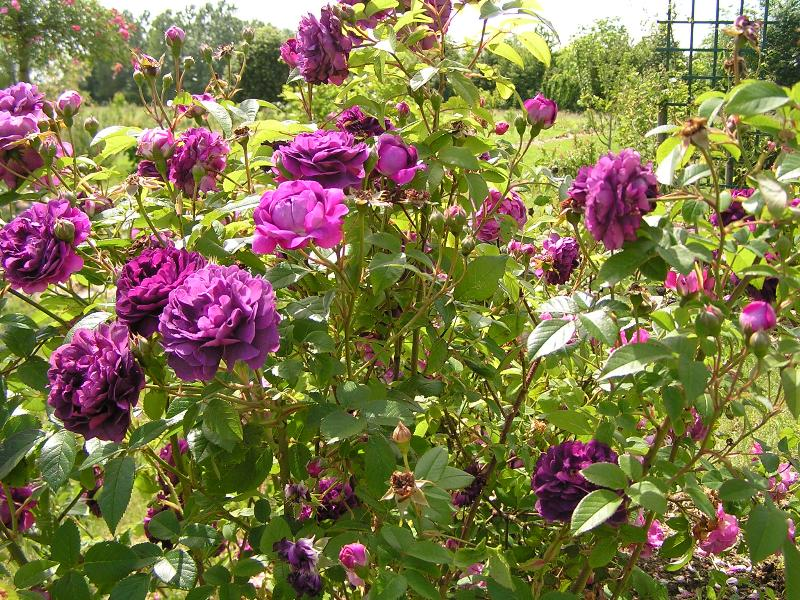
'Tuscany Superb' (roseraie de la Devise 17).
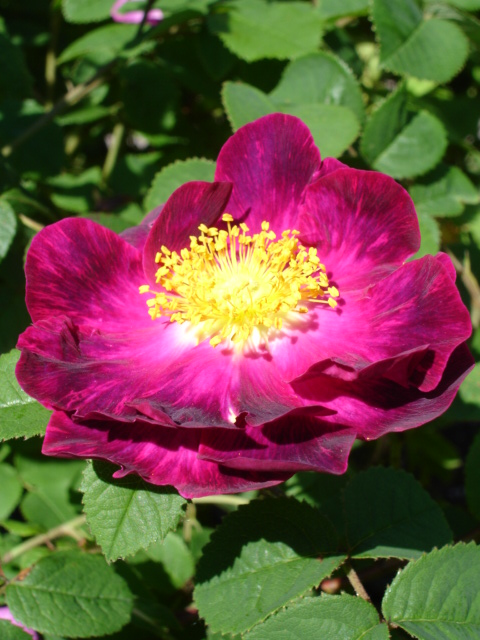
'Alain Blanchard' (Vibert 1839).
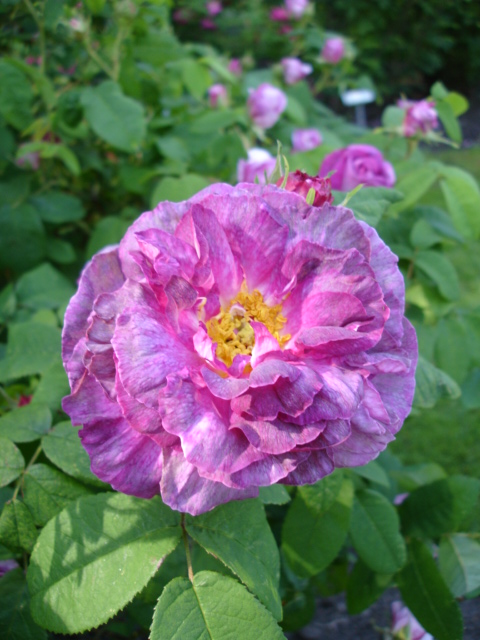
'Ornement de la Nature' (Toutain 1826).
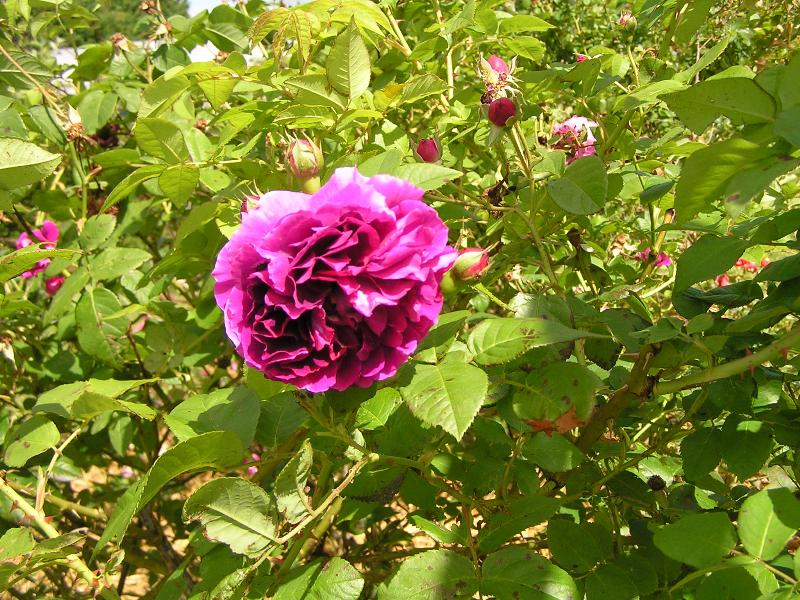
'Cardinal de Richelieu', (roseraie de la Devise 17).
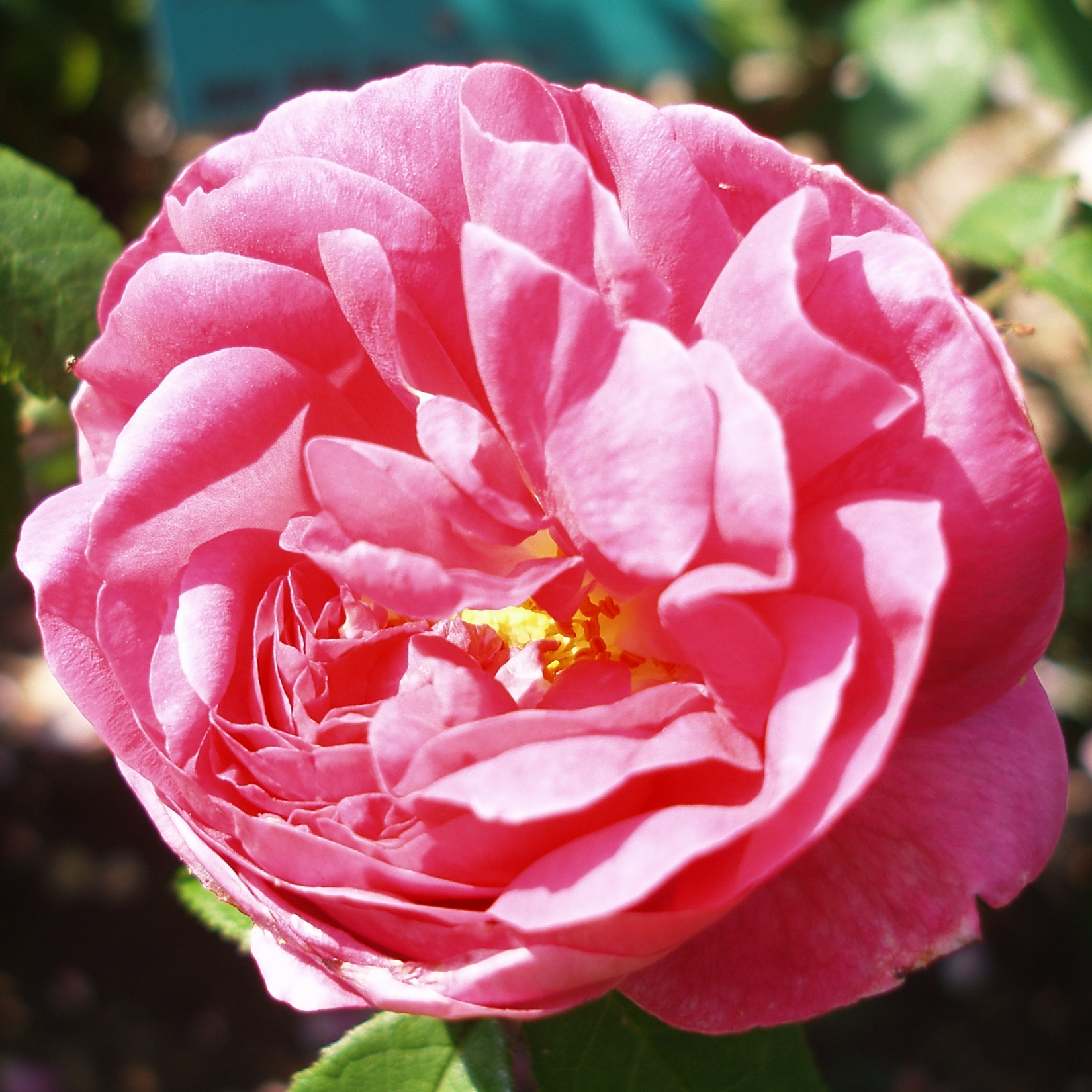
'Président de Sèze', jardin des plantes.
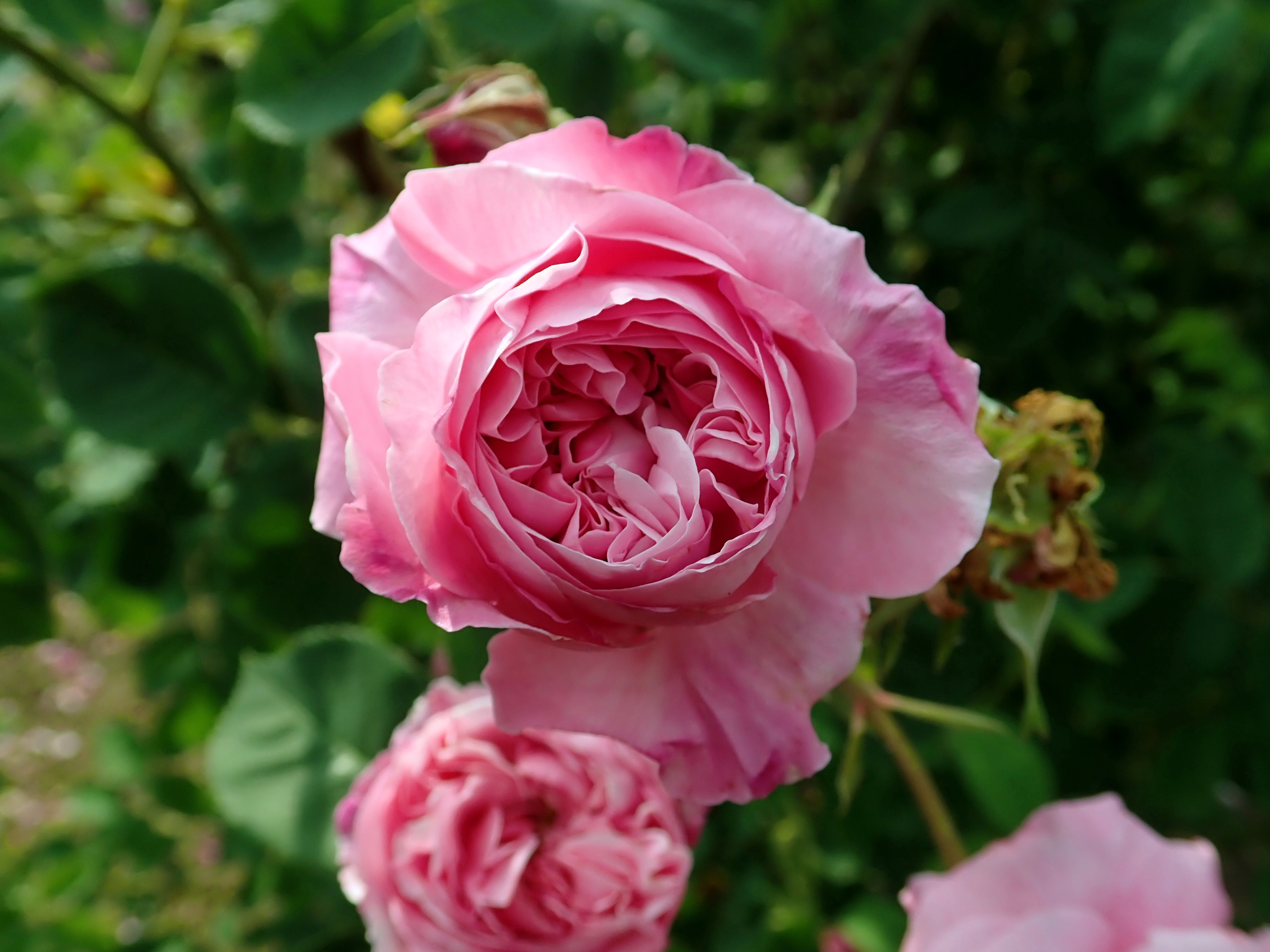
'Victor Parmentier' à l'Europa-Rosarium.
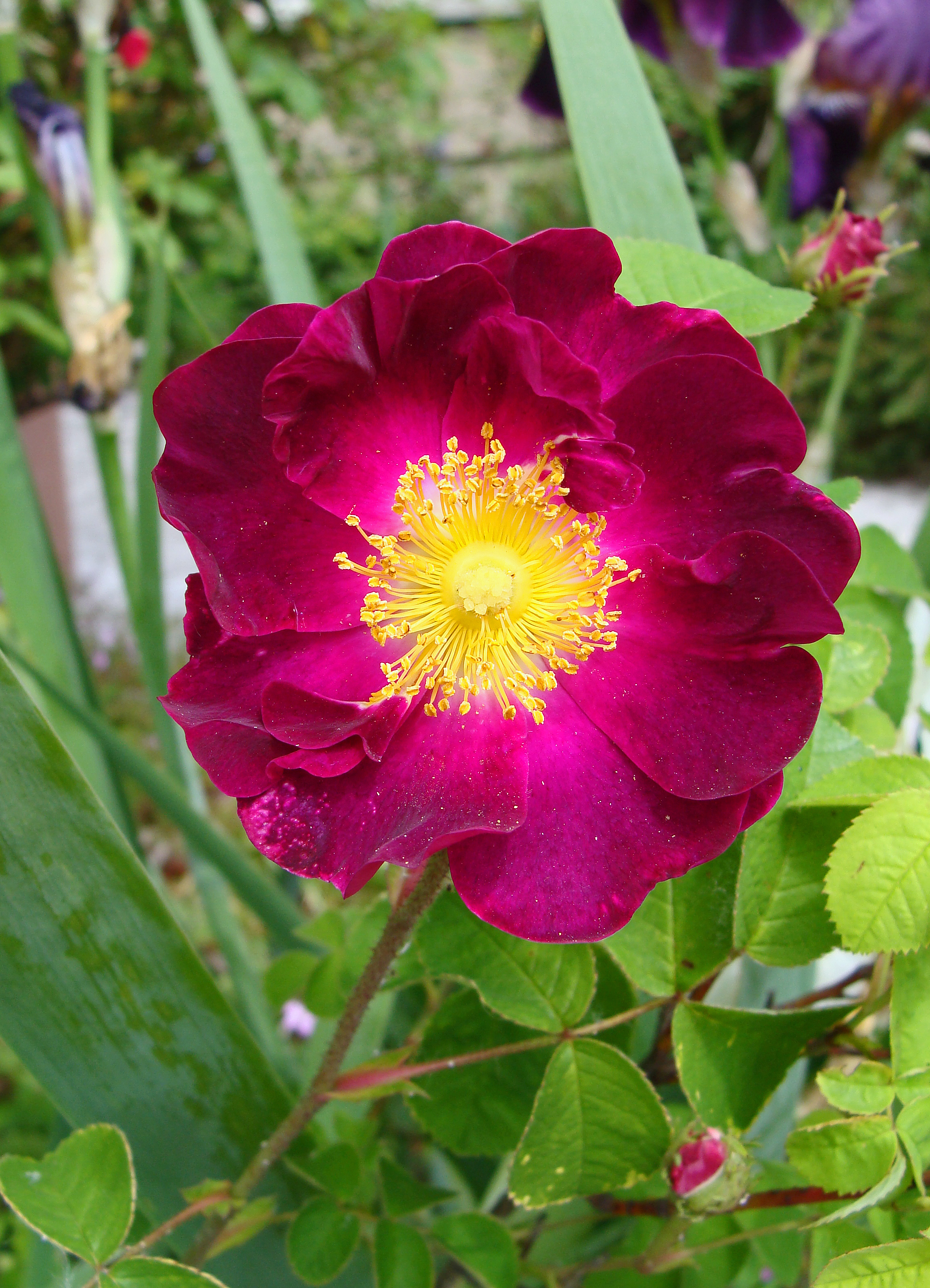
'La Belle Sultane' dans un jardin de L'Hôpital (Moselle) (avant 1795).

## Notes et références

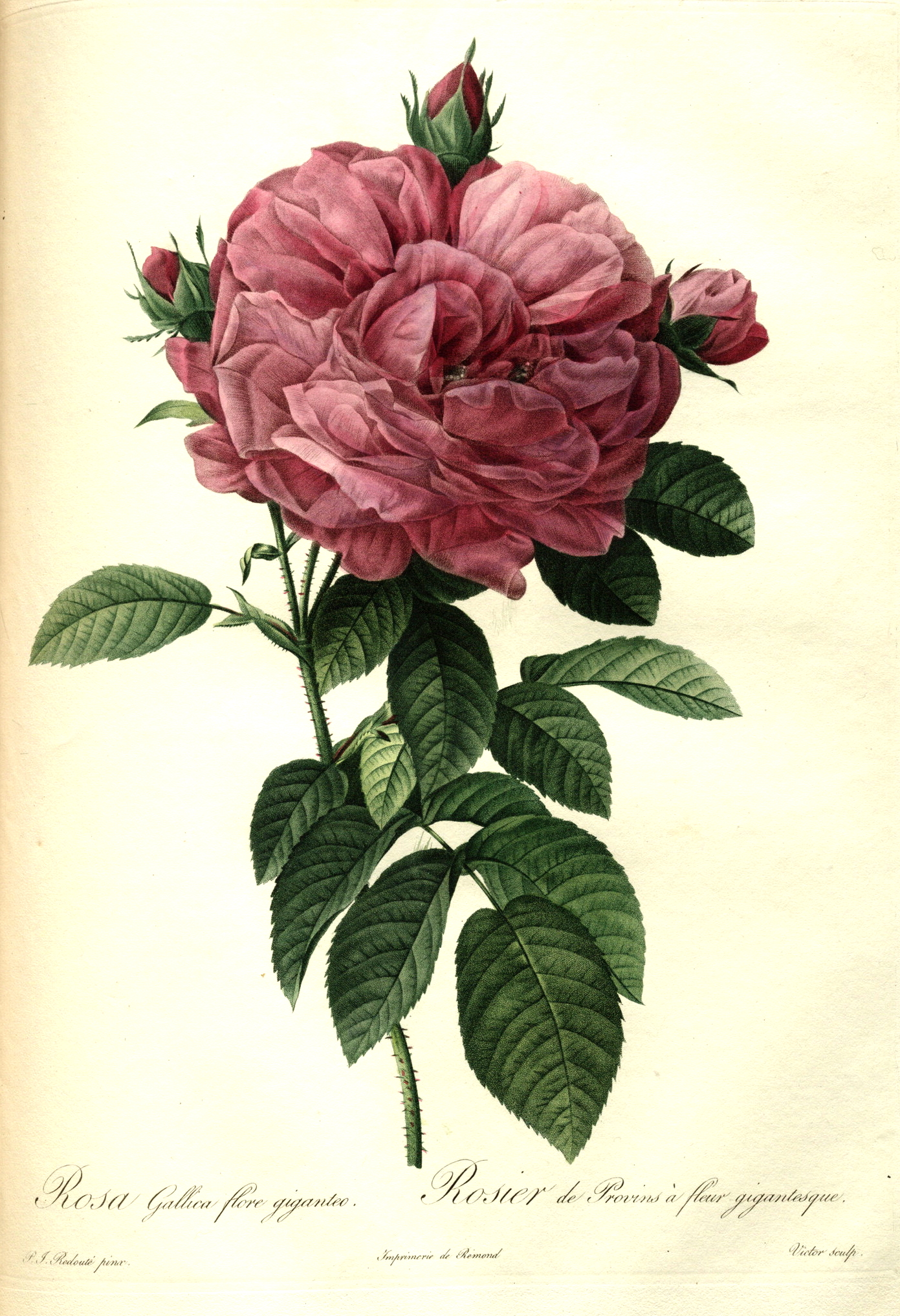
Rosa gallica par Redouté.